# Torbia
Torbia Walker, 1869 è un genere di ortotteri della famiglia Tettigoniidae, endemico dell'Australia.

## Tassonomia
Il genere comprende le seguenti specie:
- Torbia costulata (Brunner von Wattenwyl, 1878)
- Torbia elderi (Tepper, 1892)
- Torbia indivisa (Tepper, 1892)
- Torbia perficita Walker, 1869
- Torbia viridissima (Brunner von Wattenwyl, 1878)